# Powiat Bácsalmás
Powiat Bácsalmás (węg. Bácsalmási járás) − jeden z dziesięciu powiatów komitatu Bács-Kiskun na Węgrzech. Siedzibą władz jest miasto Bácsalmás.

## Miejscowości powiatu Bácsalmás
- Bácsalmás
- Bácsszőlős
- Csikéria
- Katymár
- Kunbaja
- Madaras
- Mátételke
- Tataháza